# Hetaerina fuscoguttata
Hetaerina fuscoguttata – gatunek ważki z rodziny świteziankowatych (Calopterygidae). Występuje na terenie Ameryki Środkowej.